# Beringův ostrov
Beringův ostrov (rusky о́стров Бе́ринга, dříve Awatscha) je největší ostrov Komandorských ostrovů. Nachází se východně od Kamčatky v Beringově moři v severozápadním Pacifiku, pojmenovaný podle svého objevitele, dánského mořeplavce Vituse Beringa, který podnikal průzkumné plavby ve službách ruského námořnictva. Délka ostrova je přibližně 90 km, šířka 24 km, celková rozloha je 1667 km². Ostrov je nezalesněný, neúrodný a hornatý, přesto zde přežívají kožešinová zvířata jako polární lišky a mořské vydry. V osadě Nikolskoje ležící na severozápadním pobřeží v současnosti žije okolo 620 lidí, živících se převážně rybolovem.

## Historie

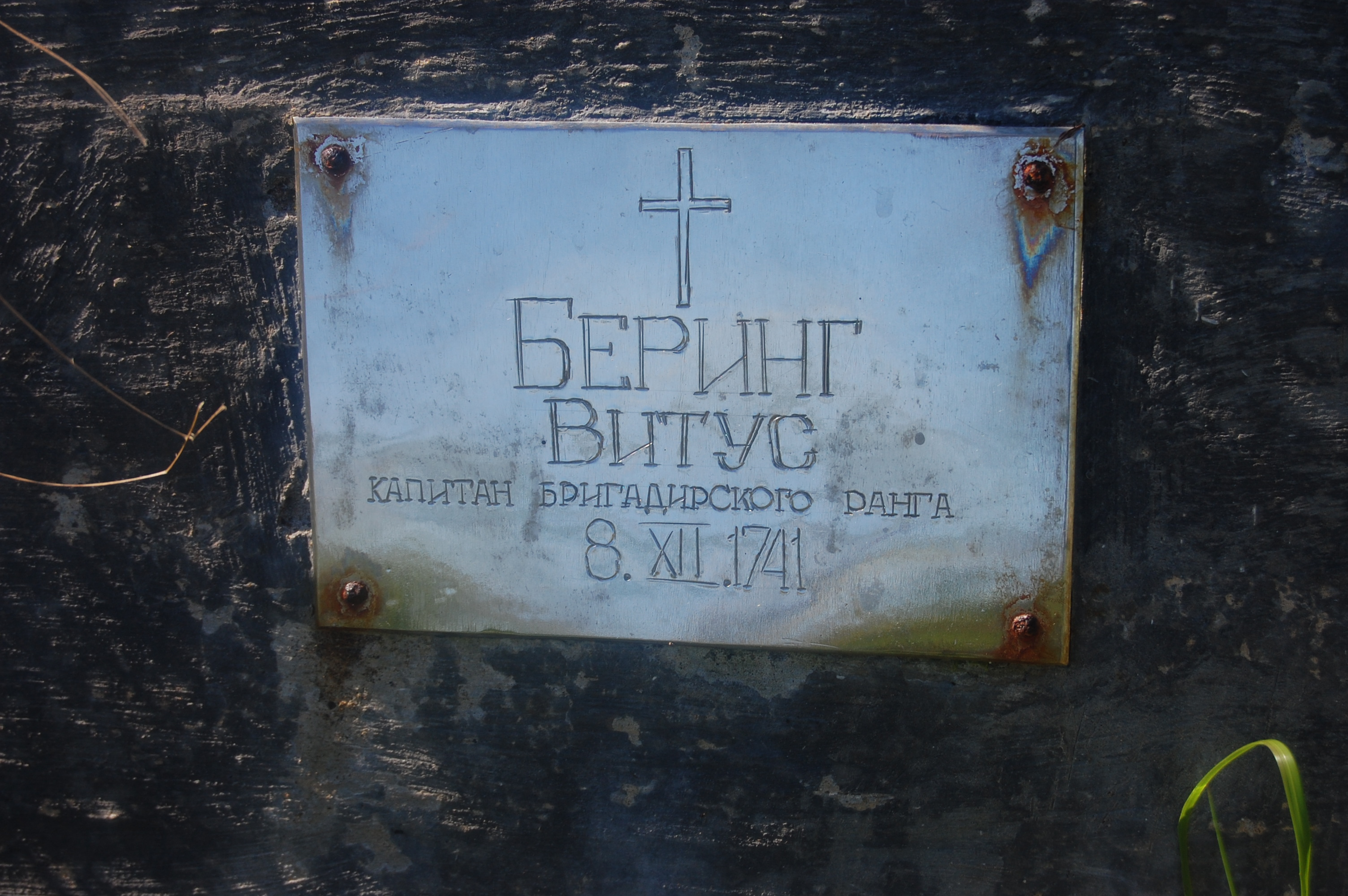
Hrob Vituse Beringa

Vitus Bering objevil ostrov během své druhé kamčatské expedice, na zpáteční cestě z Ameriky. Jeho loď Svatý Petr koncem podzimu 1741 ztroskotala na březích ostrova.  

Bering se rozhodl na ostrově přezimovat. Mnoho členů posádky zde zahynulo na následky zimy, vyčerpání a kurdějí. Bering byl mezi nimi. Pouze 46 osob z původních 77, mezi jinými také německý přírodovědec Georg Wilhelm Steller, se tak na jaře 1742 mohlo vydat na cestu na Kamčatku v nově postavené menší lodi. 

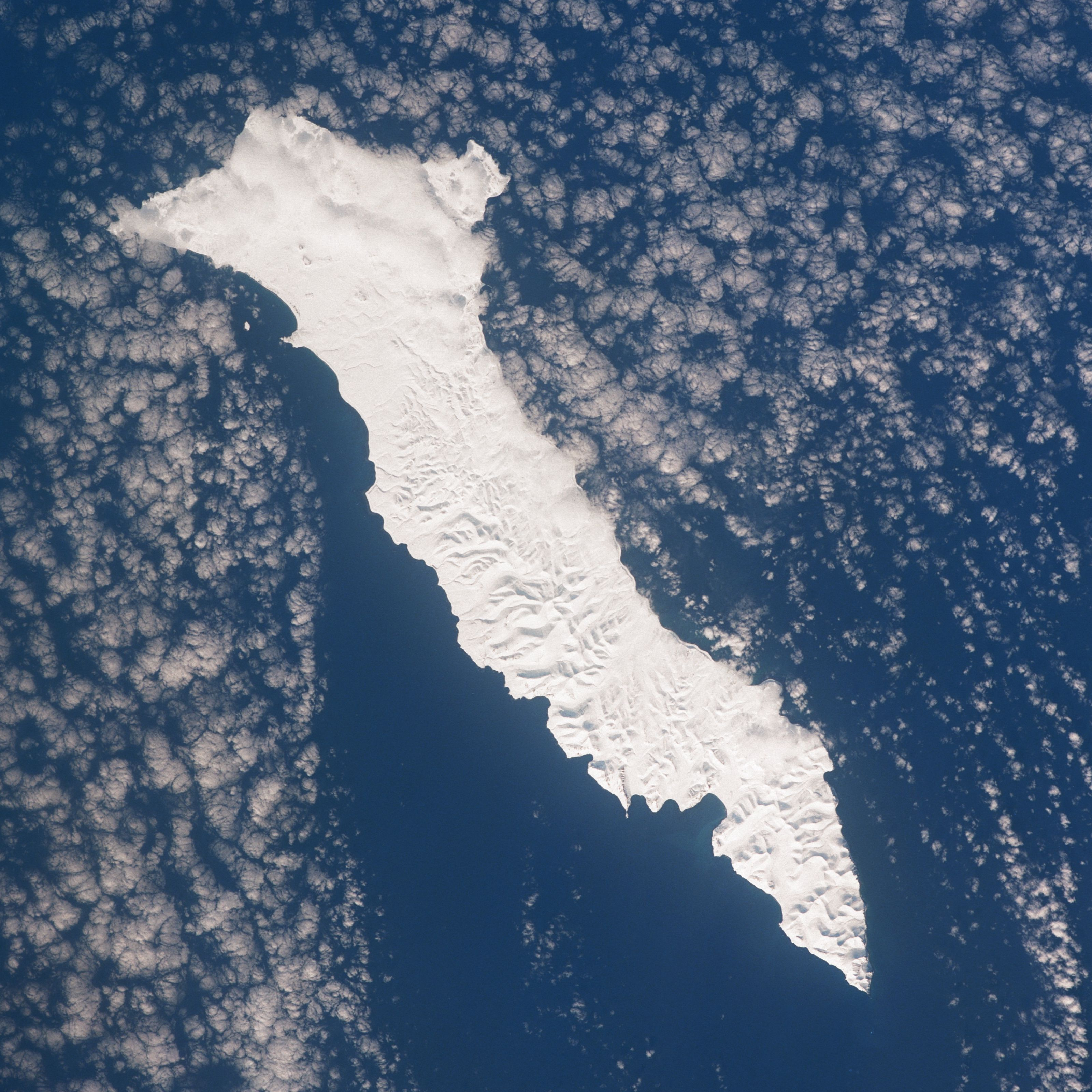
Beringův ostrov z vesmíru (březen 1992)

Beringův hrob společně s dalšími byl odkryt v roce 1991; šest koster bylo převezeno do Moskvy. Po prozkoumání a identifikaci byly pozůstatky převezeny zpět na ostrov a znovu pohřbeny. Přesná příčina smrti nebyla stanovena, jisté je jen to, že námořníci zemřeli přirozenou smrtí.